# فرودگاه کاندی
فرودگاه کاندی (به انگلیسی: Kandi Airport) یک فرودگاه با کد یاتا KDC است . این فرودگاه در کشور بنین قرار دارد .